# Chevrolet C/K (четверте покоління)
Четверте покоління серії Chevrolet C/K — це лінійка вантажівок, вироблених General Motors. Це покоління, яке продається брендами Chevrolet і GMC з 1988 по 2002 рік випуску, є остаточною версією лінійки моделей C/K. Сама номенклатура C/K стала ексклюзивною для Chevrolet, а підрозділ GMC застосував табличку GMC Sierra на всій лінійці повнорозмірних пікапів. Під внутрішньою кодовою назвою GMT400 платформа C/K четвертого покоління не мала назви (тобто «серія Rounded-Line»). Після виробництва лінійка моделей неофіційно стала відома громадськості як «OBS» (Старий стиль кузова), посилаючись на її наступника GMT800.

## Історія
Представлене на початку 1987 року для 1988 модельного року, C/K четвертого покоління спочатку випускалося як повнорозмірні пікапи та шасі з кабіною, пізніше розширившись до повнорозмірних позашляховиків. Модельний ряд буде перекривати виробництво як його попередника, так і його наступника. Як і його попередник, четверте покоління C/K має спільний кузов із середньовантажними комерційними вантажівками GM.
Після 2000 модельного року четверте покоління C/K було припинено і замінено платформою GMT800 (введена в 1999 році); Надпотужні кабіни шасі залишалися у виробництві до 2002 року. Відповідно до GMC Sierra, Chevrolet прийняла єдину табличку Chevrolet Silverado для своєї лінійки повнорозмірних вантажівок (яка залишається у використанні).
Протягом майже 14 років виробництва C/K четвертого покоління збирався GM на кількох заводах у Сполучених Штатах, Канаді та Мексиці.

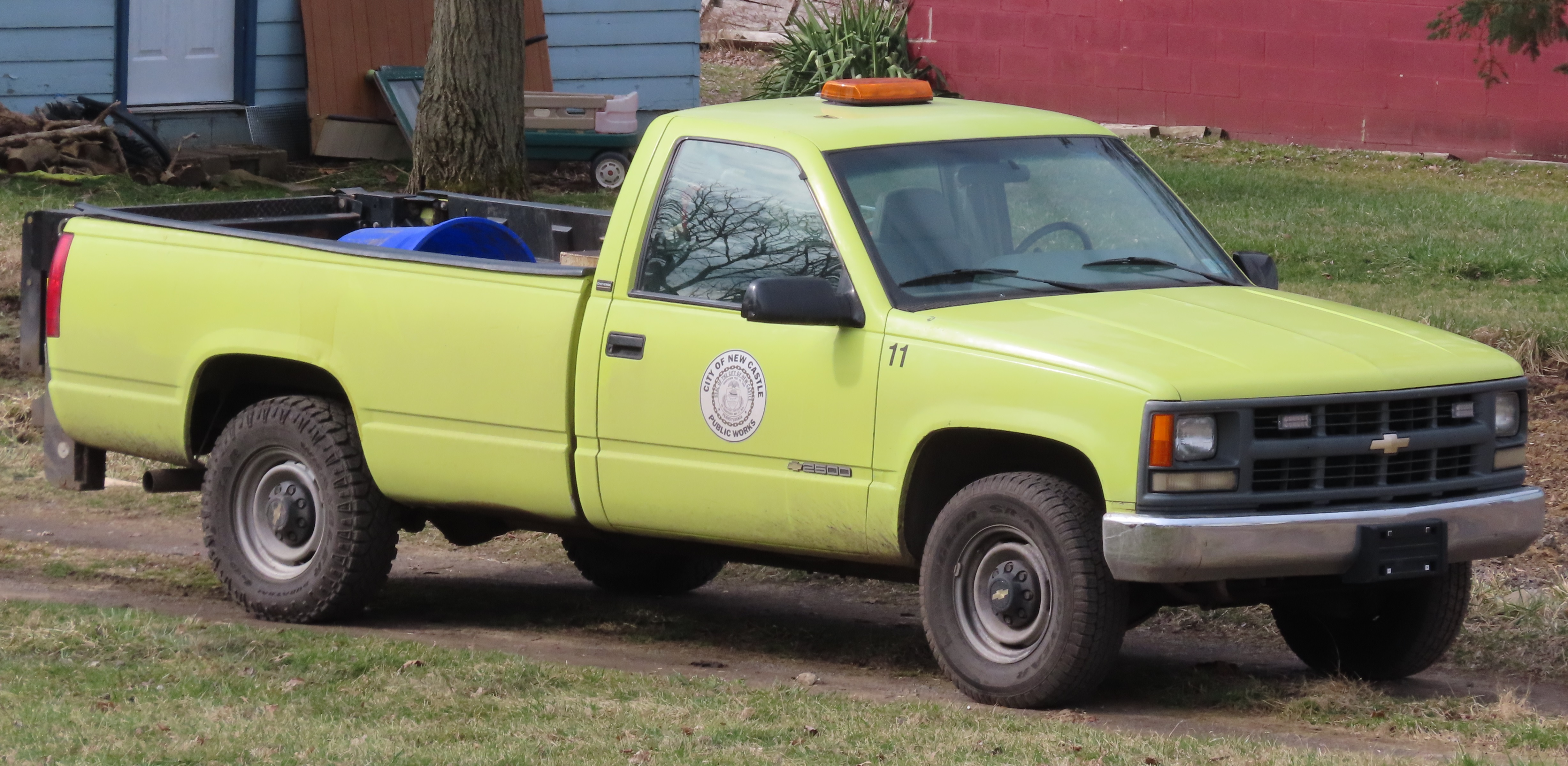
GMC Sierra regular cab

## Варіанти

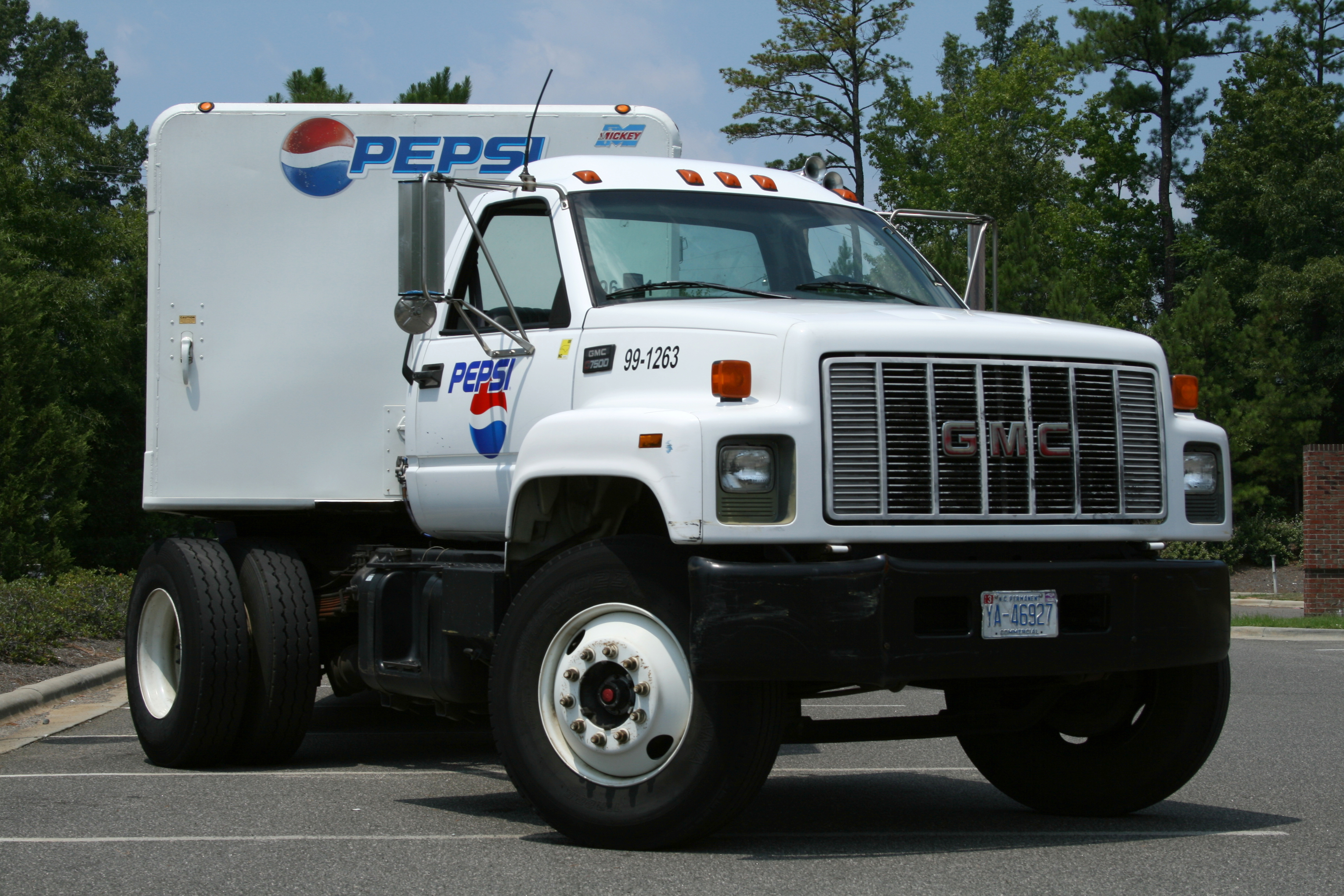
GMC 7500

Для виробництва 1990 року GM представила абсолютно нову серію вантажівок середньої вантажопідйомності (під кодовою назвою GMT530). Незважаючи на те, що Chevrolet Kodiak і GMC TopKick більше не належать до серії C/K, Chevrolet Kodiak і GMC TopKick мають спільний дизайн зі своїми попередниками, прийнявши дизайн кабіни пікапів C/K. Після того, як у 1987 році GM припинила виробництво важких вантажівок, Kodiak/TopKick стали найбільшими автомобілями, виробленими компанією.
Шасі GMT530, що пропонувалося як вантажівка класу 6-7, так і автобусне шасі з капотом, пропонувалося з 6,0-літровими та 7,4-літровими бензиновими V8
(розробленими для комерційного використання); їх замінив 8,1-літровий V8. В якості опції пропонувалися дизельні двигуни Caterpillar inline-6.
Після виробництва 2002 року шасі GMT530 було знято з виробництва та замінено на GMT560 (яка взяла кабіну від повнорозмірних фургонів GM).